# 米沢与三次
米沢 与三次（米澤 與三次、よねざわ よそじ / よさじ、1872年3月10日（明治5年2月2日）- 1947年（昭和22年）1月12日）は、日本の政治家。衆議院議員（1期）。旧姓・伊東、幼名・貞三。

## 経歴
新川県新川郡沼保村（富山県下新川郡泊町沼保を経て現朝日町）で、伊東次郎左衛門祐明の三男として生れ、1890年12月、同郡入善町入善の米沢家の養子となり与三次と改名した。1895年、専修学校（現・専修大学）理財科卒。農業を営み、入善町農会長、入善商工会長、下新川郡教育会副会頭、泊銀行、入善銀行各頭取、入善倉庫、富山水力電気各(株)社長、生地銀行、富山県模範織物工場、小川温泉各(株)取締役、越中銀行、茨木商店各(株)監査役となる。
1920年の第14回衆議院議員総選挙において富山4区から立憲政友会公認で立候補して当選する。衆議院議員を1期務め、1924年の第15回衆議院議員総選挙には立候補しなかった。1947年に死去した。

## 親族
- 米沢紋三郎（存命時の米沢家・本家当主、衆議院議員）[2]